# Równanie statyki atmosfery

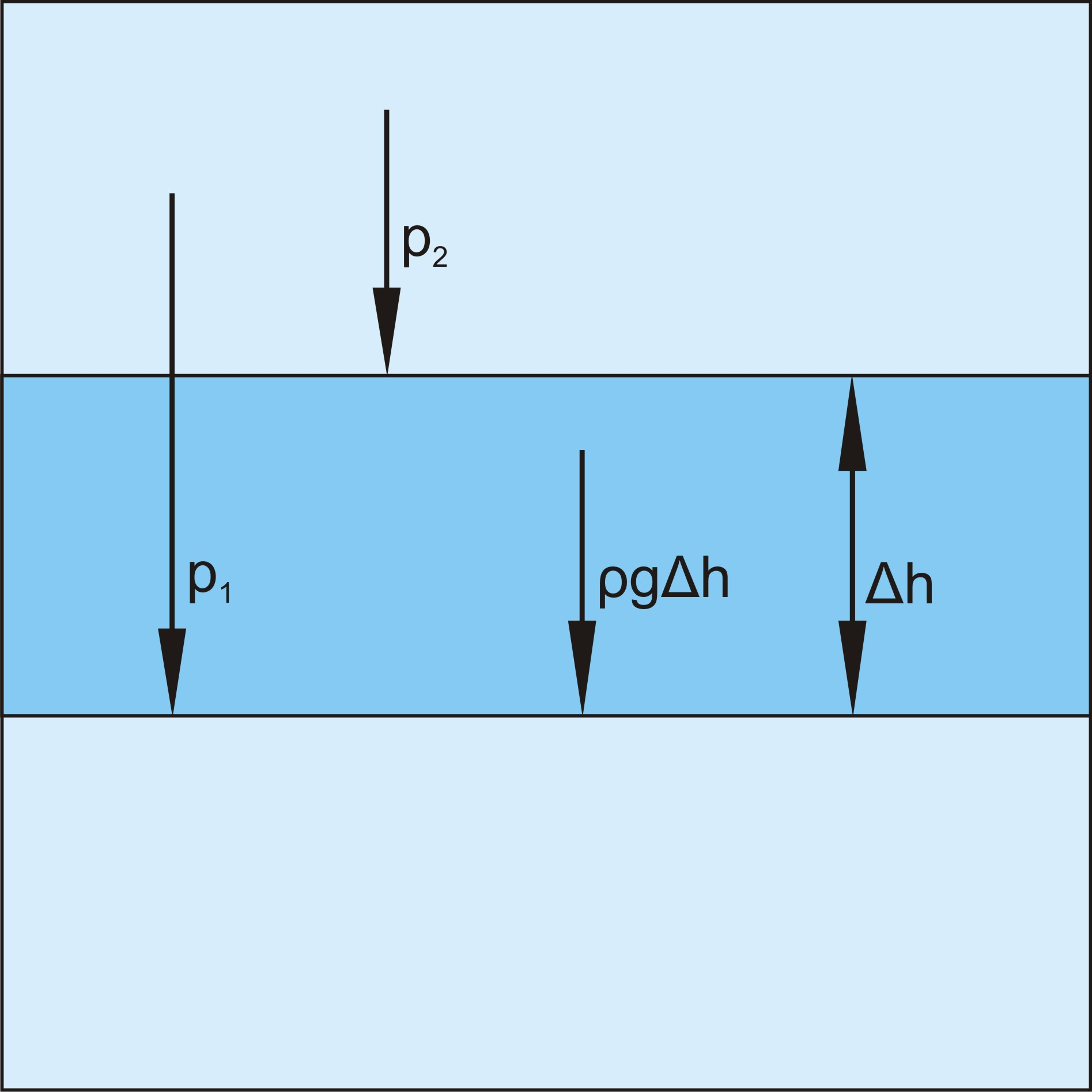
Zmiany ciśnienia w warstwie Δh

Równanie statyki atmosfery – równanie opisujące warunek równowagi między siłą grawitacji i siłą pionowego gradientu ciśnienia w atmosferze. Jeśli weźmiemy pod uwagę warstwę atmosfery o określonej grubości {\displaystyle \Delta {h},} a ciśnienie na dolnej granicy tej warstwy oznaczymy jako {\displaystyle p_{1},} zaś na górnej jako {\displaystyle p_{2},} to otrzymamy zależność:
{\displaystyle p_{1}=p_{2}+\rho g\Delta {h},}
gdzie:
{\displaystyle \rho } – gęstość powietrza,
{\displaystyle g} – przyspieszenie ziemskie.
Oznaczając różnicę ciśnień na granicach warstwy jako {\displaystyle \Delta {p}=p_{2}-p_{1},} a następnie przekształcając odpowiednio powyższe wyrażenie, otrzymujemy równanie statyki atmosfery:
{\displaystyle -{\frac {1}{\rho }}\cdot {\frac {\Delta {p}}{\Delta {h}}}=g.}
Minus na początku równania informuje o tym, że wraz ze wzrostem wysokości maleje ciśnienie atmosferyczne.